# Miletich Point
Der Miletich Point (englisch; bulgarisch нос Милетич nos Miletitsch) ist eine felsige Landspitze an der Nordküste von Greenwich Island im Archipel der Südlichen Shetlandinseln. Sie bildet 0,8 km nördlich des höchsten Gipfels der Crutch Peaks, 0,2 km südöstlich von Kabile Island, 1,55 km östlich des Pavlikeni Point und 2,1 km westlich des Aprilov Point die Westseite der Einfahrt zur Haskovo Cove.
Bulgarische Wissenschaftler kartierten sie 2009. Die bulgarische Kommission für Antarktische Geographische Namen benannte sie im selben Jahr nach dem bulgarischen Linguisten, Ethnographen und Historiker Ljubomir Miletitsch (1863–1937).